# Nusku
Nusku (auch  DINGIREn-Šadibdib oder DINGIRUmun-Šazedib) ist ein sumerischer Gott.
Nusku galt ursprünglich als Sohn des Gottes Enlil und war dessen Begleiter und Bote. In akkadischen Texten ist Girra/Gibil, Sohn des Anu, der Licht- und Feuergott. Seine Gemahlin ist Šalaš.
Eines seiner Symbole war die Öllampe. Er galt als Partner von Šamaš und wurde in neuassyrischer Zeit als Sohn des Hauptgotts Sin mit Nusku von Harran gleichgesetzt.
Nusku besaß einen Tempel in Nippur, dessen Opferlisten teilweise bekannt sind (CBS 8550, CBS 14217).
Als theophorer Namensbestandteil ist Nusku selten. Belegt ist zum Beispiel ein Nusku-taqišu-bullit aus Borsippa in Neo-Babylonischer Zeit und ein Namensvetter aus kassitischer Zeit.